# Matthias Bierbaum

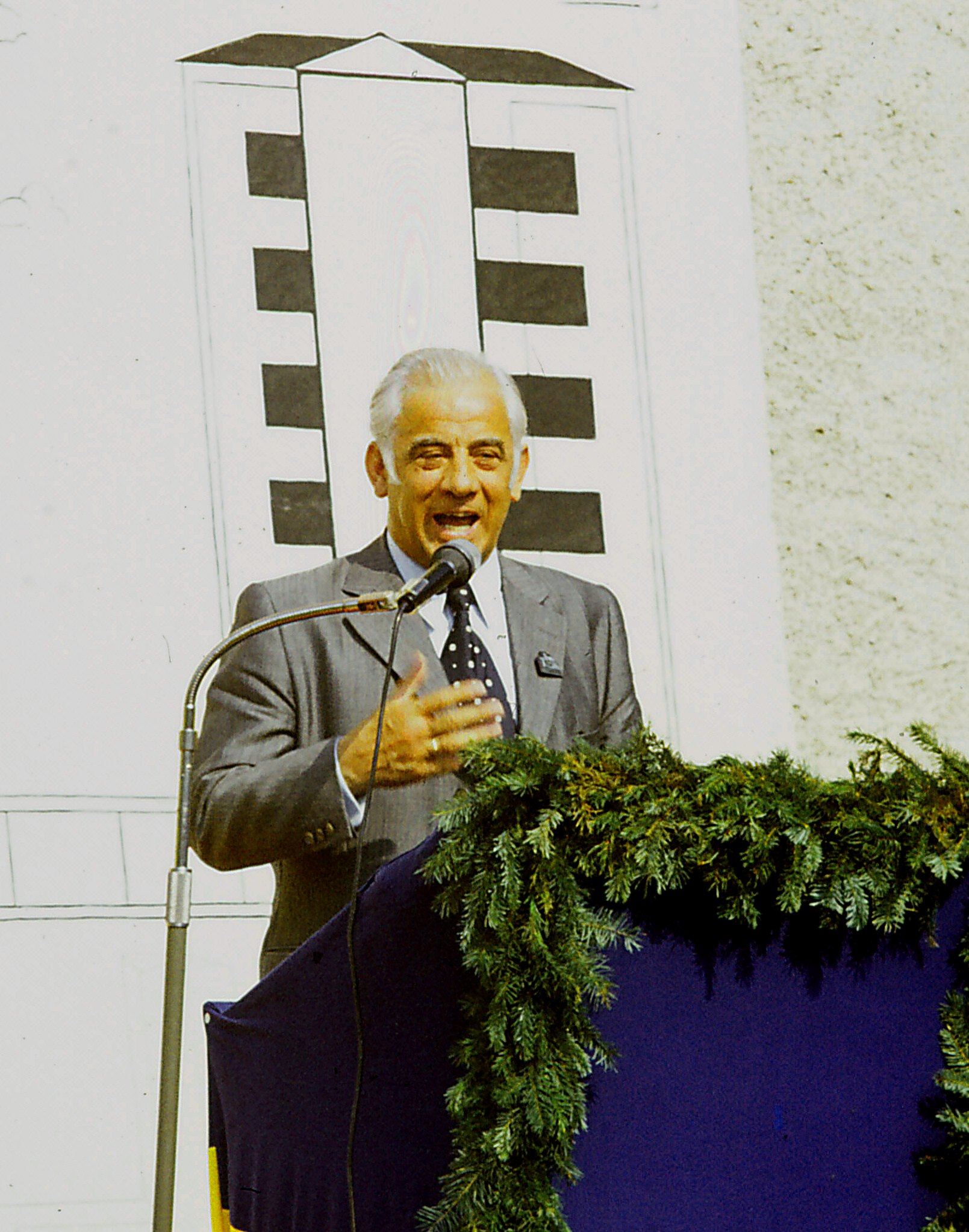
Landesrat Matthias Bierbaum bei der Festansprache zur 100-Jahr-Feier der Weinbauschule Krems 1975.

Matthias Franz Bierbaum (* 28. Dezember 1916 in Neusiedl an der Zaya; † 24. August 1995 ebenda) war ein österreichischer Landwirt und Politiker (ÖVP). Bierbaum war von 1966 bis 1980 Landesrat in der Niederösterreichischen Landesregierung.

## Leben
Matthias Bierbaum wurde am 28. Dezember 1916 als Sohn des Ganzlehners Franz Bierbaum (* 17. August 1878 in Neusiedl an der Zaya; † 1. Dezember 1960) und dessen Ehefrau Rosalia (geborene Glück; * 26. September 1883 in Palterndorf; † 18. Jänner 1944 in Neusiedl an der Zaya) in Neusiedl an der Zaya geboren und am 31. Dezember 1916 auf den Namen Matthias Franz getauft. Seine Eltern hatten am 31. Juli 1906 in der Pfarrkirche Palterndorf geheiratet. Zum Zeitpunkt der Eheschließung war der Vater noch angehender Ganzlehner und Ersatzreservist des 84. Infanterie-Regiments.
Bierbaum besuchte die Volksschule in Neusiedl und die Bürgerschule in Poysdorf, bevor er eine Landwirtschaftsschule absolvierte. Bierbaum leistete zwischen 1937 und 1945 seinen Militär- und Kriegsdienst ab, wobei er letztlich in britische Kriegsgefangenschaft geriet. Bierbaum war danach beruflich als Landwirt tätig. Bierbaum wurde der Berufstitel Ökonomierat verliehen. Rund ein halbes Jahr nach dem Ableben seiner Mutter heiratete Bierbaum am 17. Juni 1944 in seiner Heimatgemeinde eine Maria Scharinger.
Seine Karriere im öffentlichen Leben begann er Anfang der 1950er Jahre, als Mitglied des Präsidiums des Niederösterreichischen Bauernbunds (ab 1950) bzw. als Bezirksbauernkammerrat in Zistersdorf. Im Jahre 1955 wurde er Landeskammerrat in der Niederösterreichischen Landwirtschaftskammer, ehe er ab 1960 als Obmann der Bezirksbauernkammer Mistelbach in Erscheinung trat. Nachdem er von 1962 bis 1970 als Vizepräsident der Niederösterreichischen Landes-Landwirtschaftskammer fungierte, war er von 1970 bis 1985 deren Präsident.
Daneben bekleidete er unter anderem von 1964 bis 1967 das Amt des Obmanns der Genossenschaft Niederösterreichischer Ferkelproduzenten und war von 24. Oktober 1966 bis 27. März 1980 als Agrar-Landesrat in der Niederösterreichischen Landesregierung aktiv. Von 1966 bis 1969 war er auch Abgeordneter zum Niederösterreichischen Landtag.
Des Weiteren war Bierbaum von 1966 bis 1991 Landesjägermeister von Niederösterreich. Aufgrund seiner Verdiente um das Landesfachschulwesen, um das niederösterreichische Landwirtschaftsgesetz, den Ausbau der Güterwege, die Getreidemarktordnung, sowie um die Existenzsicherung bäuerlicher Familienbetriebe wurde er im Jahre 1976 mit dem Großen Silbernen Ehrenzeichen für Verdienste um die Republik Österreich ausgezeichnet. Bei der Getreidemarktordnung war er zu seiner aktiven Zeit vor allem mit dem Problem der Überschüsse konfrontiert.
Nachdem er zuvor das Amt des Vizebürgermeisters seiner Heimatgemeinde Neusiedl innegehabt hatte, wurde Bierbaum im Jahre 1960 zum Bürgermeister der Gemeinde Neusiedl an der Zaya gewählt. In diesem Amt war er 30 Jahre lang, ehe er sein Amt im Jahre 1990 im Alter von 73 Jahren niederlegte. In seiner Zeit als Bürgermeister besiegelte er unter anderem mit dem damaligen Partnerbürgermeister Hans Scheffauer die Partnerschaft der Gemeinde Neusiedl mit der Gemeinde Kaltenbach im Zillertal. Der Kontakt kam vor allem durch Bierbaums Beziehung zum hier ansässigen und international tätigen Fahrzeughersteller Empl und dessen Geschäftsführer Josef „Pepi“ Empl, mit dem Bierbaum eine jahrelang Freundschaft pflegte, und die Familienurlaube Bierbaums in Kaltenbach zustande.
Bierbaum war Initiator, Förderer, Mitbegründer und erster Präsident des 1971 gegründeten Vereins ÖTB TV Neusiedl/Zaya.

## Auszeichnungen
- 1976: Großes Silbernes Ehrenzeichen für Verdienste um die Republik Österreich[8]